# قناة ريال مدريد
قناة ريال مدريد (بالإنجليزية: RMTV ;Real Madrid TV) هي قناة فضائية رقمية مشفرة، تتبع نادي ريال مدريد وتهتم بجميع أخبار النادي وتنتج تقارير وتنقل المباريات. وهي متوفرة بثلاث لغات هي الإسبانية، الإنجليزية ويقع مقرها بمدينة ريال مدريد الرياضية بفالديبيباس، مدريد، مركز تدريب النادي.

## محتوى القناة
تبث القناة مقابلات مع اللاعبين والموظفين، ومباريات كاملة، بما فيها جميع مباريات الدوري الأسباني، وأخبار ومباريات فريق ريال مدريد لكرة السلة، والمباريات المباشرة لألعاب الرديف والأكاديمية والمباريات "الكلاسيكية" بالإضافة إلى أخبار كرة القدم والبرامج الأخرى ذات الطابع الخاص. كما تبث المحطة جميع المباريات الودية للفريق قبل الموسم.